# Deutsche Handballmeisterschaft (Frauen) 1970
Für die Endrunde um die 13. deutsche Meisterschaft im Hallenhandball der Frauen hatten sich die Meister der fünf Regionalverbände Süd, Südwest, West, Nord und Berlin qualifiziert. Zunächst wurde ein Vorrundenspiel ausgetragen, dessen Sieger in das Halbfinale einzog. Die beiden Halbfinalsieger bestritten am 18. April 1970 in Kiel das Finale um die deutsche Meisterschaft. Deutscher Meister wurde der 1. FC Nürnberg.

## Spielergebnisse

### Vorrunde
- PSV Grünweiß Frankfurt – 1. FC Nürnberg 7:11

### Halbfinale
- 1. FC Nürnberg – SC Greven 09 11:7
- Holstein Kiel – OSC Berlin 6:5

### Finale
- 1. FC Nürnberg – Holstein Kiel 9:8